# Aßling
Aßling település Németországban, azon belül Bajorországban. Lakosainak száma 4631 fő (2023. december 31.). Aßling Baiern, Bruck, Grafing bei München, Frauenneuharting, Emmering (Landkreis Ebersberg) és Tuntenhausen községekkel határos.

## Népesség
A település népessége az elmúlt években az alábbi módon változott:
| Lakosok száma | 905  | 2087 | 2486 | 3319 | 4302 | 4389 | 4507 | 4532 | 4583 | 4631 |
|               | 1875 | 1950 | 1975 | 1987 | 2012 | 2014 | 2016 | 2017 | 2021 | 2023 |

## Fekvése
Grafing bei Münchentől délre fekvő település.

## Története
Aßling nevét 778-ban említették először Azzalinga néven.
A 10. században magyar, a 17. században svéd csapatok vonultak be Aßlingba, az I. világháború idején 46 katona vonult be Aßlingból. 1945-ben pedig az amerikai csapatok megszállták meg Aßlingot.

## Galéria

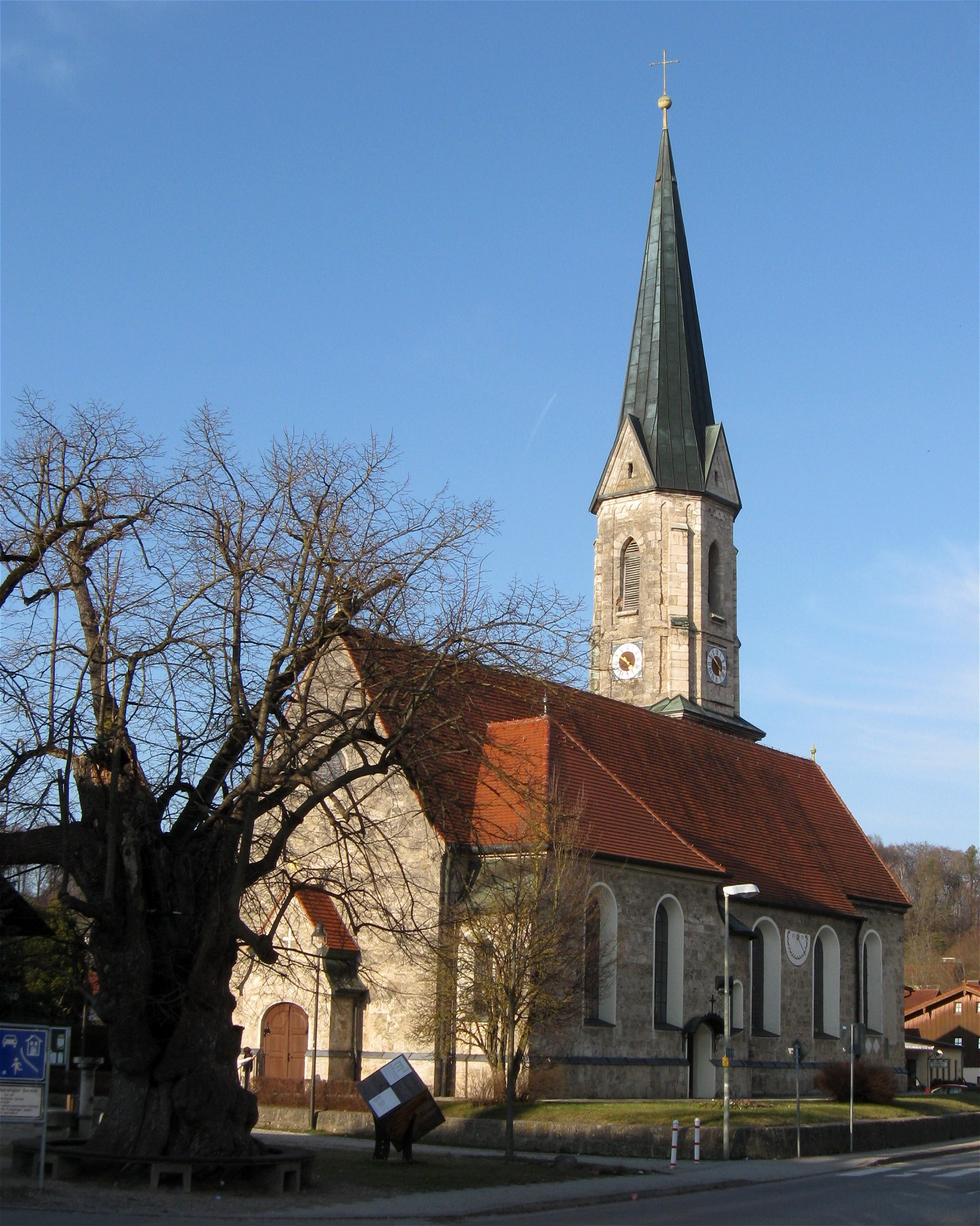
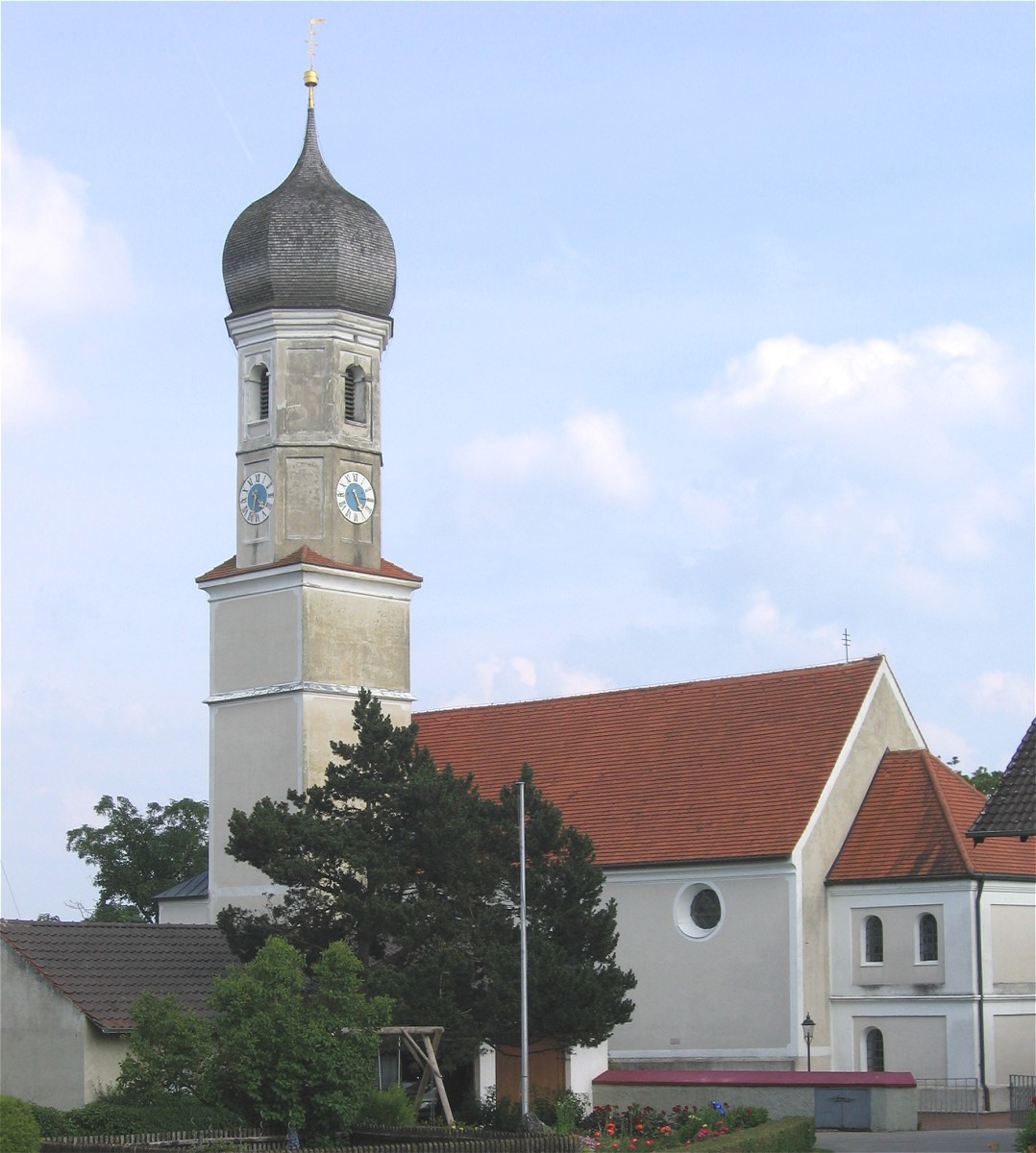
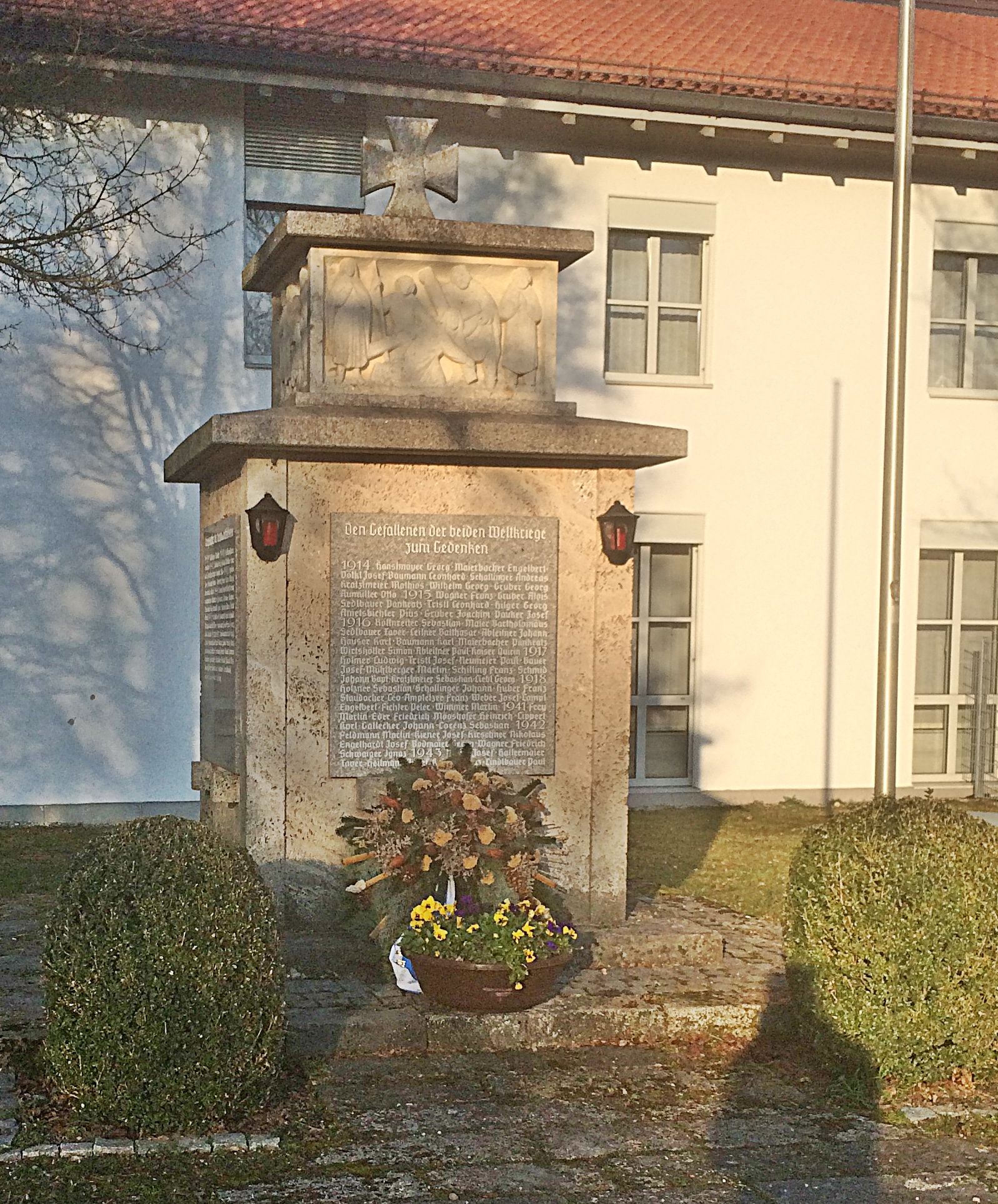
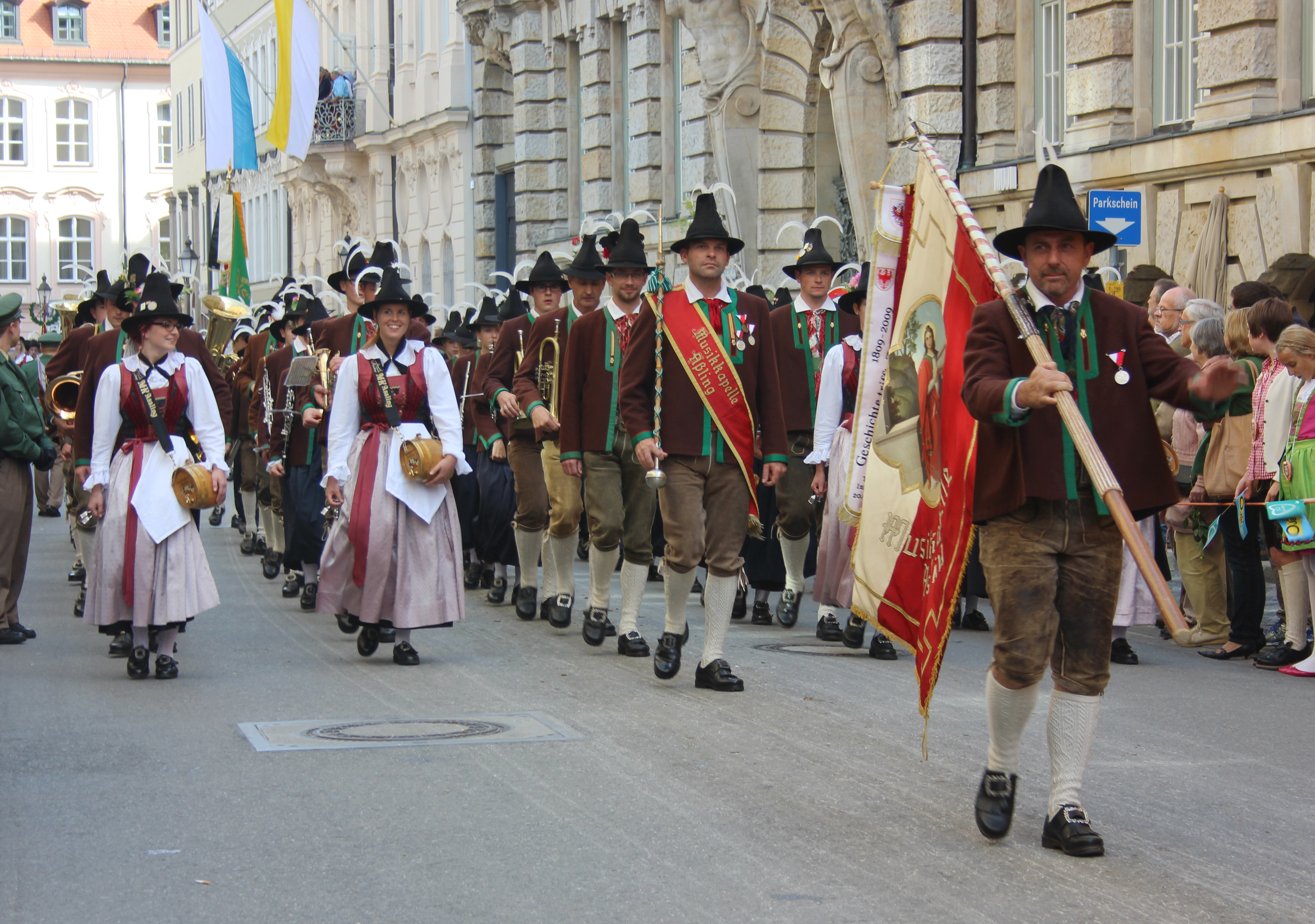
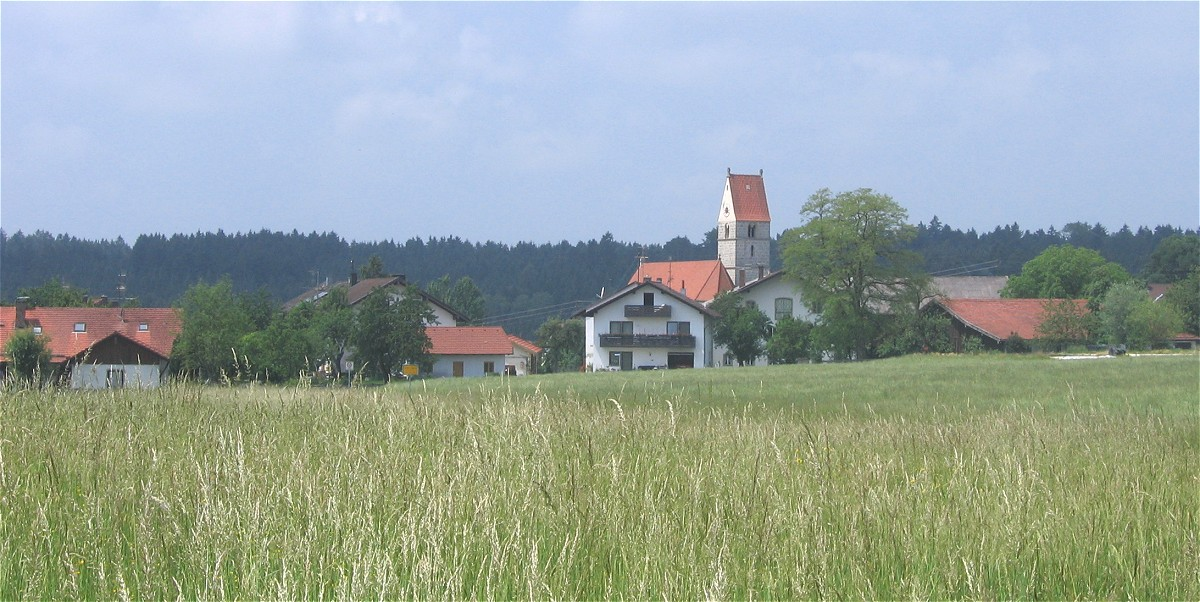
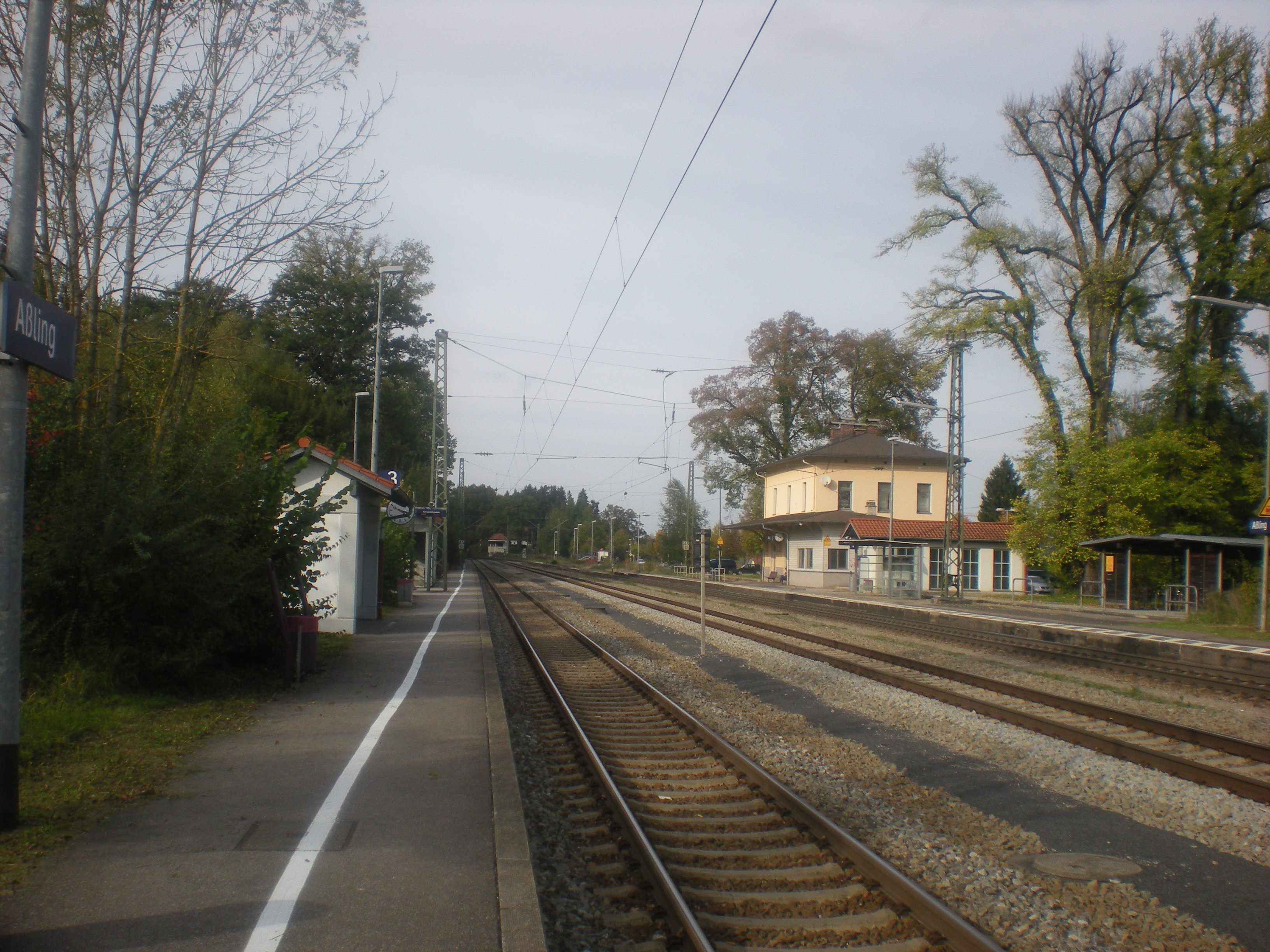

## Nevezetességek
- Szt. György templom